# Muszkatela nowokaledońska
Muszkatela nowokaledońska (Ducula goliath) – gatunek dużego ptaka z rodziny gołębiowatych (Columbidae), podrodziny treronów. Występuje endemicznie na Nowej Kaledonii, gdzie znany jest pod nazwą notou. Bliski zagrożenia.

## Taksonomia

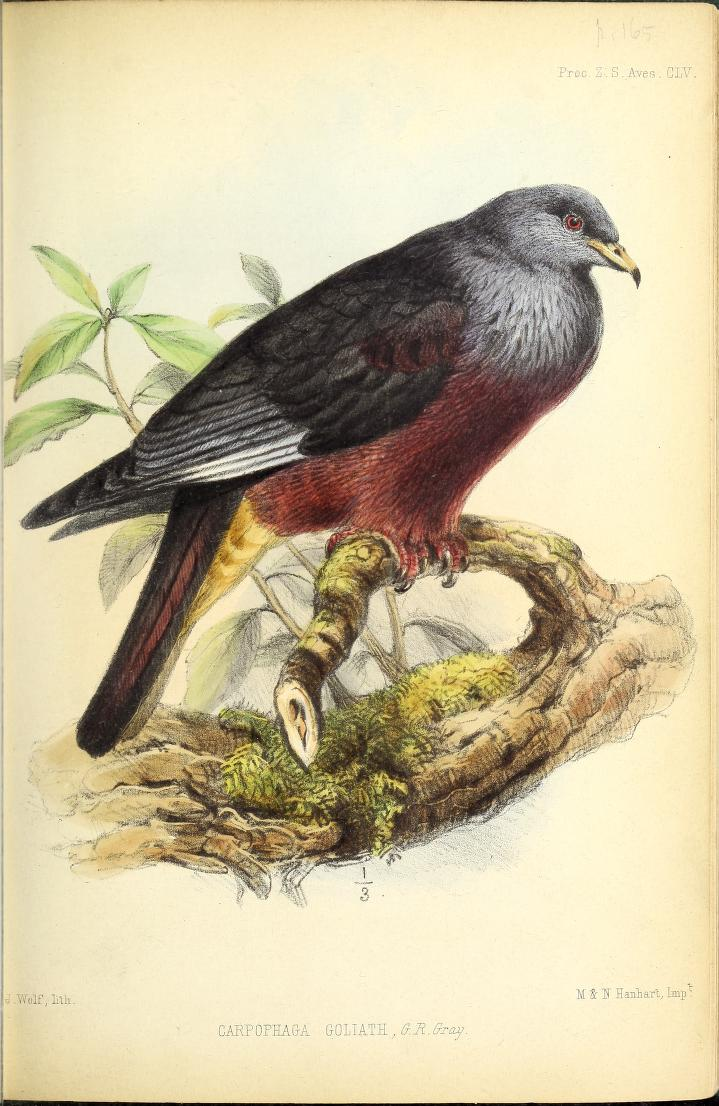
Tablica barwna z 1859, autorstwa Josepha Wolfa

Gatunek opisał po raz pierwszy George Robert Gray w roku 1859. Holotyp (samiec) pochodził z wyspy Île des Pins, wchodzącej w skład terytorium Nowej Kaledonii. Opis gatunku ukazał się w Proceedings of the Zoological Society of London. Autor przydzielił mu nazwę Carpophaga (Phaenorhina) goliath. Do opisu, uwzględniającego upierzenie, długość ciała i skrzydła oraz uzasadnienie klasyfikacji, załączono tablicę barwną, przedstawiającą ptaka w skali 1:3.
Muszkatela nowokaledońska należy do rodzaju Ducula. Tworzy nadgatunek z muszkatelą płową (D. latrans), kasztanowobrzuchą (D. brenchleyi) i ciemnobrzuchą (D. bakeri). Nazwa rodzajowa Ducula jest dopełniaczem od łacińskiego słowa dux – przywódca, lider. Nazwa gatunkowa goliath odnosi się do Goliata – muszkatela nowokaledońska to największy gatunek rodzaju Ducula. Do wielkości nawiązują też dwie nazwy angielskie – Giant/Goliath Imperial Pigeon.

## Morfologia
Długość ciała wynosi około 50–52,5 cm, skrzydła koło 33–34 cm. Długość ogona (płci nie określono) to 183–192 mm, dzioba 23–25 mm, zaś skoku 37–43 mm. Masa ciała mieści się w przedziale 600–716 g. Głowę, szyję, pierś oraz grzbiet porastają pióra barwy łupkowoszarej. Skrzydła łupkowoczarne, ciemne środkowe pokrywy skrzydłowe przybierają odcień czerwonopurpurowy. Zewnętrzne chorągiewki lotek I rzędu szarobiałe. Łupkowoczarne sterówki cechuje zielony połysk. Wewnętrzne chorągiewki sterówek, z wyjątkiem środkowej pary, mają w różnym stopniu czerwonobrązowy odcień. Środkową parę sterówek charakteryzuje obecność tej barwy jedynie w środkowej części chorągiewek. Spód ciała ma intensywnie czerwonobrązowy kolor. Nogawice i pokrywy podogonowe żółte. Dziób czerwony z czarnym zakończeniem, nogi i stopy czerwone. Tęczówka jaskrawoczerwona z żółtopomarańczowym pierścieniem.

## Zasięg występowania
Muszkatela nowokaledońska występuje jedynie na Nowej Kaledonii (Grande Terre) i pobliskiej wyspie Île des Pins, w terytorium zamorskim Francji Nowa Kaledonia. Zasiedla wilgotne górskie lasy, lecz nie jest obecna we wszystkich potencjalnie pasujących miejscach ze względu na kłusownictwo, które przetrzebiło ptaki żyjące w łatwo dostępnych dla człowieka miejscach.

## Zachowanie
Gatunek koczowniczy, występują lokalne wędrówki związane z owocowaniem drzew. D. goliath nie jest gatunkiem towarzyskim i przebywa pojedynczo lub w parach; często widuje się pary przelatujące nad lasem. Łatwo dostrzec ten gatunek także nad ranem, kiedy ptaki siadają wysoko na drzewach celem ogrzania się. Odzywa się głośnym, dudniącym uum, niezmiennym w barwie. O świcie i zmierzchu odzywa się szorstkim ghrarr.

### Pożywienie
Owocożerny. Informacje o pożywieniu znacznie poszerzyły się od roku 1997 (publikacja 4. tomu HBW). Wtedy wiadomo było jedynie, że muszkatela nowokaledońska zjada owoce i jagody, w tym owoce introdukowanej papryki Capsicum. W 2010 znanych gatunków roślin było 42, z czego w przypadku 38 odnotowano zjadanie właśnie owoców, 3 – liści, a jednego gatunku – kwiatów. Do znanych źródeł pożywienia należą pandany (Pandanus), czapetki (Syzygium), Elaeocarpus i figowce (Ficus).

## Lęgi
Okres lęgowy trwa od czerwca do grudnia. Gniazdo to masywna platforma grubości 8–15 cm i o 30–40 cm średnicy, umieszczona na wysokości do 15 m nad ziemią, na drzewie, zbudowana z gałęzi. Składa jedno białe jajo, bardzo rzadko dwa. W przypadku utraty jaj mogą być ponownie złożone po 12–31 dniach, jednak czasami mają miejsce dwuletnie przerwy między lęgami. Okres inkubacji nie jest znany, wysiadują oba ptaki z pary. Młodym opiekują się zarówno samiec, jak i samica.

## Status i zagrożenia
Przez IUCN gatunek od 2000 roku klasyfikowany jest jako bliski zagrożenia (NT, Near Threatened). Wcześniej uznawany był za narażony (VU, Vulnerable). Między rokiem 1995 a 1998 stwierdzono, że populacja jest znacznie wyższa niż wcześniej szacowano, dlatego status zmieniono na niższy.
Populacja szacowana jest na około 100–200 tysięcy dorosłych osobników. Trend liczebności populacji oceniany jest jako spadkowy ze względu na kłusownictwo i niszczenie siedlisk. Ze względu na koczowniczy tryb życia muszkatela nowokaledońska wymaga obecności dużych obszarów leśnych. Gatunek zdaje się nie być poważnie zagrożony, jednak większa swoboda praw polowań lub zmiana ich terminu może mieć negatywny wpływ na niektóre populacje. Ptak bywa odławiany w ciągu całego roku celem sprzedaży lub spożycia przez lokalną ludność, zwłaszcza z okazji uroczystości, jak ślub czy święta religijne.